# Ciocâltei, Vâlcea
Ciocâltei este un sat în comuna Roești din județul Vâlcea, Oltenia, România. Se află în partea de central-sudică a județului, în Podișul Oltețului.
Biserica de lemn din sat (sec. XIX) are valoare de monument istoric.

## Vezi și
- Biserica de lemn din Ciocâltei